# Помеция
Помеция (итал. Pomezia) — коммуна в Италии, располагается в регионе Лацио, подчиняется административному центру Рим.
Население составляет 48 385 человек (на 2005 г.), плотность населения составляет 452 чел./км². Занимает площадь 107 км². Почтовый индекс — 040. Телефонный код — 06.
Покровителем населённого пункта считается святой Бенедикт Нурсийский (итал. San Benedetto da Norcia). Праздник ежегодно празднуется 11 июля.

## Города-побратимы
- Итаполис, Бразилия
- Зинген, Германия
- Чанаккале, Турция